# Neoheterospilus cardaleae
Neoheterospilus cardaleae är en stekelart som beskrevs av Sergey A. Belokobylskij 2006. Neoheterospilus cardaleae ingår i släktet Neoheterospilus och familjen bracksteklar. Inga underarter finns listade i Catalogue of Life.